# Condado de Liberty (Montana)
O Condado de Liberty é um dos 56 condados do estado norte-americano de Montana. A sede de condado é Chester, que é também a sua maior cidade. O condado tem uma área de 3748 km² (dos quais 44 km² estão cobertos por água), uma população de 2158 habitantes, e uma densidade populacional de 0,6 hab/km² (segundo o censo nacional de 2000). O condado foi fundado em 1919 e o seu nome (Liberdade) provém do facto de ter sido fundado pouco depois do final da Primeira Guerra Mundial.